# Bernardino López de Carvajal y Sande
Bernardino López de Carvajal y Sande (Plasencia, 8 de setembro de 1456 — Roma, 16 de dezembro de 1523) foi um bispo e cardeal espanhol, decano do colégio dos cardeais. Era filho de Francisco López de Carvajal, senhor de Torrejón el Rubio e de Aldonza de Sande, filha de Álvaro de Sande, Marquês de Valdefuentes. Foi um homem de letras, mas sobretudo um eclesiástico de carreira, que esteve envolvido nos principais conflitos políticos e religiosos do seu tempo.

## Biografia
Estudou na Universidade de Salamanca, onde foi professor depois de ter obtido o grau de doutor em Direito e Teologia em 1478. Foi nomeado reitor daquela universidade em 1481.
Em 1482 muda-se para Roma com o patrocínio do cardeal Mendoza, onde foi cubiculário (assistente) do Papa Sisto IV. Foi também protonotário apostólico do Papa Inocêncio VIII.
Voltou a Espanha em 1485, onde foi núncio do Papa Inocêncio VIII até 1488. Foi nomeado bispo de Astorga em 27 de agosto de 1488 e de Badajoz em 23 de janeiro de 1489.
Em 1492 tornou-se embaixador dos Reis Católicos junto da Santa Sé. Depois da morte do seu patrono, o cardeal Mendoza, foi nomeado cardeal-presbítero de São Marcelino e São Pedro pelo Papa Alexandre VI, no consistório de 20 de setembro de 1493. Em 27 de março de 1493 foi nomeado bispo in commendam de Cartagena, cargo que abandonou em 20 de fevereiro de 1495 para ser bispo in commendam de Sigüenza. Em 1495, por instância da rainha Isabel, a Católica, optou pelo título cardinalício de Santa Cruz em Jerusalém.
Em 1496 foi representante de Maximiliano I de Habsburgo, então Rei dos Romanos, e futuro Sacro Imperador Romano na Lombardia.
Ocupou também diversos cargos e âmbito mais civil, como, por exemplo, de representante de Fernando II de Aragão junto do Papa Alexandre VI na reunião bilateral entre Espanha e Portugal que teve lugar em 3 de maio de 1493, onde se discutiu a partição das conquistas, um processo que culminaria no Tratado de Tordesilhas no ano seguinte. Foi ainda representante de Carlos VIII de França em Itália.
Na prática, Carvajal foi o embaixador dos Reis Católicos Fernando e Isabel na Cúria Romana. Aspirou a ser eleito papa depois da morte de Alexandre VI, em 1503, mas não lograria esse propósito, nem nessa ocasião nem um mês mais tarde, após a morte de Pio III. Devido a esse fracasso e à falta de apoio do Fernando, o Católico, as suas relações com a coroa espanhola e com o novo papa Júlio II foram-se deteriorando a ponto de se aliar aos interesses de Luís XII de França contra Júlio II e a coroa espanhola. Em 1507, torna-se cardeal-bispo de Albano e, um mês depois, assume o título de Frascati. Em 1508, novamente muda de título, para Palestrina e um ano depois, para Sabina. Em 1511 encabeçou o cismático Conciliábulo de Pisa, o que lhe valeu ser excomungado, pondo um fim definitivo às suas ambições papais, apesar de se ter retratado perante o Papa Leão X, que lhe restituiu todos os títulos anteriores, exceto o de bispo de Sigüenza. Entretanto, foi readmitido em 1513, recebendo de volta seu título cardinalício. Em 1521, torna-se Decano do Colégio dos Cardeais e agrega o título de cardeal-bispo de Óstia-Velletri.
Está sepultado na Basílica de Santa Cruz de Jerusalém, em Roma, da qual era titular.

## Conclaves
- Conclave de setembro de 1503 – participou da eleição do Papa Pio III.
- Conclave do outono de 1503 – participou da eleição do Papa Júlio II.
- Conclave de 1513 – participou da eleição do Papa Leão X.
- Conclave de 1521–1522 – participou como deão da eleição do Papa Adriano VI.
- Conclave de 1523 – participou como deão da eleição do Papa Clemente VII.